# Diacritiques utilisés en français
Le français utilise plusieurs signes et lettres diacritiques, dont les cinq signes courants que sont l'accent aigu, l'accent grave, l'accent circonflexe, le tréma (signes diacritiques suscrits) et la cédille (signe diacritique souscrit).

## Onomastique en France
La langue française, accueillant traditionnellement les mots étrangers dans leur orthographe d’origine, pourvu bien sûr que cette orthographe soit en caractères latins, a vu apparaître, avec les nouvelles techniques typographiques, des signes diacritiques issus essentiellement de travaux de translittération[réf. nécessaire]. Entrant en contradiction avec la volonté actuelle de simplification de l’orthographe[Quoi ?][réf. nécessaire], cette tendance, qu’avait suivie par exemple Larousse, a été stoppée par l’arrêté du 4 novembre 1993 relatif à la terminologie des noms d'États et de capitales. Larousse a adapté son orthographe. Cette tendance perdure ici et là[réf. nécessaire].

### Patronyme en France
L’orthographe des noms de famille (patronymes) en France est régie par plusieurs textes, notamment par la loi du 6 fructidor de l’an II (principe d’immuabilité du nom) et par l’Instruction générale relative à l'état civil (IGREC) du 11 mai 1999 (JORF no 172 du 28/07/1999) qui a pour objet de décrire dans le détail la forme que doivent avoir tous les actes concernant l’état civil, en particulier l’article 106 pour les noms de famille, les prénoms et les noms de lieux : 

« Les actes doivent être rédigés en langue française. En effet, aux termes de l’article 2 de la Constitution, le français est la langue de la République, et les actes de l’état civil, qui ont valeur authentique, doivent être rédigés dans cette langue. 

Il s'ensuit notamment que l'alphabet utilisé doit être celui servant à l'écriture du français couramment dénommé alphabet romain. Cet alphabet est un dérivé de l'alphabet latin et roman, qui est employé dans divers États occidentaux avec quelques variantes par rapport à celui dont il est actuellement fait usage en France. Il faut donc n'entendre par alphabet romain que le seul alphabet utilisé pour l'écriture de la langue française. 

Les signes diacritiques utilisés dans notre langue sont : les points, accents et cédilles. Dans la mesure où ils modifient la prononciation ou le sens des lettres ou des mots, ils font partie de notre langue et doivent être reproduits. Ainsi, lorsqu’ils s’appliquent à des noms propres (patronymes, prénoms, noms de lieux), ils doivent autant que possible être portés ; en particulier, lorsque les actes sont établis avec une machine à écrire. Ces noms doivent être inscrits en lettres majuscules. Si le procédé de mise en forme utilisé ne permet pas l’accentuation des majuscules, la lettre accentuée doit être inscrite en minuscule, même si elle constitue la première lettre du nom patronymique (voir aussi nos 112-2 et 195).

On ne doit pas retenir d’autres signes qui font partie de certains alphabets romains, mais qui n’ont pas d’équivalents en français (tel que le « tilde » espagnol). A fortiori, l’utilisation de signes appartenant à un autre système d’écriture que l’alphabet romain est exclue (alphabet cyrillique, idéogrammes, etc.).

À cet égard, la pratique de certains officiers de l'état civil consistant à remplacer dans les actes la syllabe « Ker » par un « K » barré constitue une altération manifeste de l'orthographe.

Sous réserve des indications qui précèdent, l'officier de l'état civil doit inscrire le nom des personnes d'origine étrangère en respectant l'orthographe usitée dans le pays, alors même que la prononciation selon la phonétique française serait difficile ou impossible. Les caractères employés doivent toujours être ceux de l'alphabet romain. »

Ce fondement juridique ne mentionne pas le tréma – le terme « points » concerne sans doute les points sur les i et j minuscules et les points du tréma –, et ne précise pas les accents qu'il évoque.
La circulaire du 23 juillet 2014 précise les caractères à utiliser dans les actes de l'état civil :

« Dès lors, les voyelles et consonnes accompagnées d’un signe diacritique connu de la langue française sont : à - â - ä - é - è - ê - ë - î - ï - ô - ö - ù - û - ü - ÿ - ç.

Ces signes diacritiques peuvent être portés tant sur les lettres majuscules que sur les minuscules.

Les ligatures « æ » (ou « Æ ») et « œ » (ou « Œ »), équivalents de « ae » (ou « AE ») et « oe » (ou OE) sont admises par la langue française.

Tout autre signe diacritique attaché à une lettre ou ligature ne peut être retenu pour l’établissement d’un acte de l’état civil. »

Le fait de qualifier d'« équivalents » suppose que les ligatures Æ et Œ seraient systématiquement traitées en AE et OE, qu'elles deviennent donc optionnelles et que l'aspect linguistique n'est plus pris en compte. En outre, les voyelles Ä et Ö ne sont pas des voyelles propres à la langue française, elles sont présentes dans plusieurs mots empruntés de l’allemand ou d’autres langues,.

De plus, cette circulaire ajoute : 

« Si la convention no 14 de la Commission Internationale de l’État Civil (CIEC) relative à l'indication des noms et prénoms dans les registres de l'état civil reconnaît les signes diacritiques étrangers, il convient de relever que celle-ci n’a pas été ratifiée par la France. »

Par ailleurs, l’Institut national de la statistique et des études économiques (INSEE) applique depuis juin 2010, pour tous ses correspondants informatiques, des normes respectueuses de l’orthographe des noms (espaces de noms pour des schémas d’applications XML et le cahier des charges) :

« Les noms et les prénoms sont transcrits tels qu’ils figurent sur le bulletin et dans le même ordre.

Les noms doivent être saisis en capitales accentuées (FLAUBERT, PRÉVERT, ZOLA, DE NERVAL …).

Le patronyme entier doit être renseigné dans la balise NomFamille, à l’intérieur de la balise NomDeFamille.

Les caractères acceptés pour l’écriture du nom sont :

- les 26 lettres de l’alphabet utilisées dans la langue française en majuscules,

- 16 lettres avec signes diacritiques en majuscules (À Â Ä Ç É È Ê Ë Î Ï Ô Ö Ù Û Ü Ÿ),

- 2 ligatures en majuscules (Æ Œ),

- l’espace lorsqu’il est partie constituante du nom (par exemple après une particule),

- l’apostrophe,

- le trait d'union sans espace avant ou après.

Les prénoms doivent être saisis en lettres accentuées, avec la première lettre en capitale, les suivantes en minuscules (Gustave, Jacques, Émile, Gérard …).

À chaque prénom, doit correspondre une balise Prenom, dans la balise PrenomsOfficiels.

Les caractères acceptés pour l’écriture du ou des prénom(s) sont :

Pour la 1re lettre :

- les 26 lettres de l’alphabet utilisées dans la langue française en majuscules,

- 16 lettres avec signes diacritiques en majuscules (À Â Ä Ç É È Ê Ë Î Ï Ô Ö Ù Û Ü Ÿ),

- 2 ligatures en majuscules (Æ Œ).

Pour les suivantes :

- les 26 lettres de l’alphabet utilisées dans la langue française en minuscules,

- 16 lettres avec signes diacritiques en minuscules (à â ä ç é è ê ë î ï ô ö ù û ü ÿ),

- 2 ligatures en minuscules (æ, œ),

- l’apostrophe,

- le trait d'union, sans espace avant et après (obligatoire pour les prénoms composés). »

Deux lettres ÿ et Ÿ, figurent dans quelques noms propres : Balaÿ, Baÿ, Boulennoÿ, Croÿ, Delannoÿ, Demenÿ, Du Faÿ, Faÿ, Fuÿe, Ghÿs, Lannoÿe, Linÿer, Nicolaÿ, Nouÿ, Ysaÿe (voir infra).

### Toponyme en France
Pour les toponymes, les noms de pays et de villes étant des noms propres, il est recommandé par l’arrêté référencé ci-après de respecter la graphie locale en usage, translittérée ou non. Selon cet arrêté obligatoire uniquement pour les fonctionnaires en France, les signes diacritiques particuliers ne sont pas portés s'ils n'existent pas dans l'écriture du français.
En ce qui concerne l'orthographe exacte des noms de lieux français, la Commission nationale de toponymie a recensé dans une recommandation du 16 février 2018 les autorités compétentes pour les fixer avec leurs répertoires officiels, selon la catégorie à laquelle ils appartiennent. En particulier, la liste officielle des communes françaises se trouve dans le Code officiel géographique (COG) fourni par l'INSEE — voir le lien externe plus bas. Ainsi, ce code mentionne officiellement la lettre ÿ en France dans le nom de quatre communes : Faÿ-lès-Nemours, L'Haÿ-les-Roses, Moÿ-de-l'Aisne et Aÿ-Champagne.

## Majuscules
Pour simplifier les premiers claviers des machines à écrire, la dactylographie a alors renoncé à la possibilité d’écrire les majuscules avec leurs diacritiques. Beaucoup de gens pensaient donc que l’usage en était facultatif ou même ne concernait que les minuscules comme le point du i et du j. 
L’Académie française rappelle que « l’accent a une pleine valeur orthographique ».

## Combinaisons
Les diacritiques se combinent aux lettres différemment selon les langues, certaines associations n'existant tout simplement pas.
| Lettre | Accent aigu | Accent grave | Accent circonflexe | Tréma | Cédille | Ogonek | Barre inscrite | Caron | Point suscrit | Point souscrit | Macron | Tilde |
| ------ | ----------- | ------------ | ------------------ | ----- | ------- | ------ | -------------- | ----- | ------------- | -------------- | ------ | ----- |
| A a    | Á á         | À à          | Â â                | Ä ä   | A̧ a̧     | Ą ą    | Ⱥ ⱥ            | Ǎ ǎ   | Ȧ ȧ           | Ạ ạ            | Ā ā    | Ã ã   |
| B b    | B́ b́         | B̀ b̀          | B̂ b̂                | B̈ b̈   | B̧ b̧     |        | Ƀ ƀ            | B̌ b̌   | Ḃ ḃ           | Ḅ ḅ            | B̄ b̄    | B̃ b̃   |
| C c    | Ć ć         | C̀ c̀          | Ĉ ĉ                | C̈ c̈   | Ç ç     | C̨ c̨    | Ȼ ȼ            | Č č   | Ċ ċ           | C̣ c̣            | C̄ c̄    | C̃ c̃   |
| E e    | É é         | È è          | Ê ê                | Ë ë   | Ȩ ȩ     | Ę ę    | Ɇ ɇ            | Ě ě   | Ė ė           | Ẹ ẹ            | Ē ē    | Ẽ ẽ   |
| I i    | Í í         | Ì ì          | Î î                | Ï ï   | I̧ i̧     | Į į    | Ɨ ɨ            | Ǐ ǐ   | İ i           | Ị ị            | Ī ī    | Ĩ ĩ   |
| J j    | J́ j́         | J̀ j̀          | Ĵ ĵ                | J̈ j̈   | J̧ j̧     | J̨ j̨    | Ɉ ɉ            | J̌ ǰ   | J̇ j           | J̣ j̣            | J̄ j̄    | J̃ j̃   |
| L l    | Ĺ ĺ         | L̀ l̀          | L̂ l̂                | L̈ l̈   | Ļ ļ     | L̨ l̨    | Ł ł Ƚ ƚ        | Ľ ľ   | L̇ l̇           | Ḷ ḷ            | L̄ l̄    | L̃ l̃   |
| N n    | Ń ń         | Ǹ ǹ          | N̂ n̂                | N̈ n̈   | Ņ ņ     | N̨ n̨    | Ꞥ ꞥ            | Ň ň   | Ṅ ṅ           | Ṇ ṇ            | N̄ n̄    | Ñ ñ   |
| O o    | Ó ó         | Ò ò          | Ô ô                | Ö ö   | O̧ o̧     | Ǫ ǫ    | Ø ø Ɵ ɵ        | Ǒ ǒ   | Ȯ ȯ           | Ọ ọ            | Ō ō    | Õ õ   |
| S s    | Ś ś         | S̀ s̀          | Ŝ ŝ                | S̈ s̈   | Ş ş     | S̨ s̨    | Ꞩ ꞩ            | Š š   | Ṡ ṡ           | Ṣ ṣ            | S̄ s̄    | S̃ s̃   |
| T t    | T́ t́         | T̀ t̀          | T̂ t̂                | T̈ ẗ   | Ţ ţ     | T̨ t̨    | Ⱦ ⱦ Ŧ ŧ        | Ť ť   | Ṫ ṫ           | Ṭ ṭ            | T̄ t̄    | T̃ t̃   |
| U u    | Ú ú         | Ù ù          | Û û                | Ü ü   | U̧ u̧     | Ų ų    | Ʉ ʉ            | Ǔ ǔ   | U̇ u̇           | Ụ ụ            | Ū ū    | Ũ ũ   |
| Y y    | Ý ý         | Ỳ ỳ          | Ŷ ŷ                | Ÿ ÿ   | Y̧ y̧     | Y̨ y̨    | Ɏ ɏ            | Y̌ y̌   | Ẏ ẏ           | Ỵ ỵ            | Ȳ ȳ    | Ỹ ỹ   |
| Z z    | Ź ź         | Z̀ z̀          | Ẑ ẑ                | Z̈ z̈   | Z̧ z̧     | Z̨ z̨    | Ƶ ƶ            | Ž ž   | Ż ż           | Ẓ ẓ            | Z̄ z̄    | Z̃ z̃   |

Légende des couleurs :
- En vert, selon le Lexique des règles typographiques en usage à l'Imprimerie nationale, 2002, page 102, limite les « lettres accentuées en français » (en minuscules uniquement), auxquelles il faut ajouter l’apostrophe.
- En orange, les lettres diacritées moins courantes, mais présentes dans au moins un dictionnaire francophone.
- En gris, les lettres diacritées totalement absentes du français, mais existant dans d’autres langues ou dans certaines romanisations.
- En noir, les lettres inexistantes et absentes de toutes les langues. Par exemple, ‹ Z̨, z̨ › n’existe dans aucune langue. En Unicode, elles ne sont pas précombinées (elles n’existent pas seules) et doivent être composées (en accolant la lettre et le diacritique).

Le tréma est parfois utilisé pour les lettres a, o, u et y :
- la lettre ä se retrouve dans Länder (pluriel de Land, en allemand) ;
- de même, la lettre ö est présente dans angström, plus rarement on trouve föhn (avec la variante foehn)
- la lettre ü se retrouve[N 19] :
  - dans quelques noms communs : capharnaüm, crapaüter, haüyne, hübnérite ;
  - dans certains noms propres : Bienvenüe, Roüan, Haüy, etc. ;
  - dans de nombreux mots français suivant l’orthographe de 1990 : aigüe, argüer, cigüe, gageüre, etc. ;
  - dans des emprunts étrangers : volapük, würm ;
- le ÿ ne figure pas dans la liste des diacritiques utilisés en français, mais figure parmi les toponymes cités dans le Lexique. On retrouve un tréma sur le y dans des noms propres comme :
  - les toponymes Aÿ, Moÿ-de-l'Aisne, Faÿ-lès-Nemours, et L'Haÿ-les-Roses, Mareuil-sur-Aÿ, Fontaine-sur-Aÿ (tous en France), Freÿr (en Belgique) ; à Paris : rue des Cloÿs, passage des Cloÿs (cloÿs vient de l'ancien français claye – clôture) ;
    - dont les toponymes issus de patronymes : rue Lecomte-Du-Nouÿ, rue Pierre-Louÿs (à Paris), avenue Eugène Ysaÿe (à Bruxelles) et l’île de Croÿ (dans les îles Kerguelen), rue Frédéric Faÿs à Villeurbanne, quai Jaÿr dans le 9e arrondissement de Lyon ;

  - les patronymes : les pharaons  Aÿ Ier et Aÿ, Ghÿs, de Croÿ[9], Caÿstros, etc. ;
    - dans le prénom Loÿs, porté notamment par Loÿs Papon et Loÿs Pétillot.

  - les pseudonymes : Pierre Louÿs (Pierre Félix Louis), Ismaÿl Urbain (Thomas Urbain Apolline) et Loÿs Prat (Louis Joseph Prat).

On trouve d’autres signes diacritiques dans certains dictionnaires francophones pour les termes d’origine étrangère :
- le n tilde pour les termes d’origine espagnole comme « cañon »[10],[11],[12], « señor »[13], « piñata »[14], « doña »[15]. Le n non tildé en est une variante courante ;
- le a rond en chef dans « ångström » (possédant deux variantes angström et angstrœm)[16] ou « bokmål » ;
- le macron, comme dans « Tōkyō »[N 1] ou « devanāgarī » ;
- l’ogonek, comme dans « Lech Wałęsa »[17] ;
- la barre inscrite, comme dans « Øresund »[17] ;
- le hatchek ou caron, comme dans « háček » lui-même, « Korčula »[17], « Prešov » ou « Žilina » ;
- la brève, comme dans « Erdoğan », « Brăila » ou « Đà Nẵng ».

## Lettres diacritiques
Le français utilise aussi pour son orthographe deux lettres dans une fonction diacritique[réf. nécessaire] C/CH, G/GU sans compter l’utilisation du H dans les mots d’origine grecque.
Le trait d'union a aussi une fonction diacritique. Par exemple, il distingue les adjectifs numéraux :
- mille-cent-vingt septièmes (1120/7) ;
- mille-cent vingt-septièmes (1100/27) ;
- mille cent-vingt-septièmes (1000/127) ;
- mille-cent-vingt-septième (1127e).

Ou bien des doublets comme outremer et outre-mer.
L’apostrophe a également une fonction diacritique, dans les patronymes : Michel de L'Hospital, Pierre Alexis Ronarc'h, Jean-Ernest Odend'hal et dans les toponymes : l'Aber-Wrac'h, Plouezoc'h, Plourac'h, etc. (le trigramme c'h venant du breton).

## Codage informatique
L’ASCII n'inclut aucune lettre diacritée. Il inclut trois caractères qui peuvent être utilisés comme diacritiques : l'accent circonflexe, l'accent grave et l'apostrophe droite, qui peut servir d'accent aigu.
La norme de codage ISO/CEI 8859-1 (dite aussi latin-1), bien que prévue pour coder notamment le français, ne dispose pas des lettres « œ », « Œ » et « Ÿ ». La norme ISO/CEI 8859-15 ajoute ces trois caractères.
Unicode est une des seules normes de codage à disposer de toutes les lettres utilisées en français.
Sur les dispositions de claviers francophones (AZERTY, bépo ou dvorak-fr), les caractères diacrités les plus fréquents du français comme « é », « è », « à », « ù » ou « ç », sont accessibles en direct et les autres lettres diacritées sont saisies grâce à des touches mortes (touche morte puis lettre donne la lettre diacritée). Lorsque les caractères n’existent pas dans la disposition utilisée, il faut passer par une table de caractères ou encore par l’utilisation d’Alt codes.